# Associazione Concordia

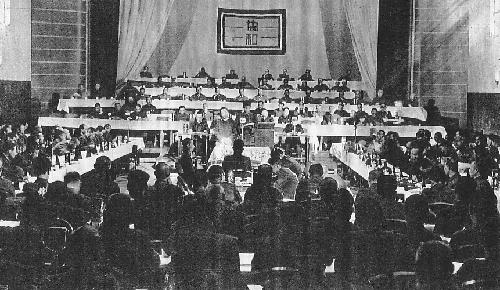
Una riunione dell’Associazione Concordia

L'Associazione Concordia è stato un partito politico mancese, unico partito legale nel Manciukuò, stato fantoccio, controllato dai giapponesi, nel territorio della Manciuria. Il partito, di estrema destra, guidato dall’imperatore del Manciukuò Pu Yi, aveva un’ideologia paragonabile a quella del fascismo.